# Окинава Арена
Окинава Арена (яп. 沖縄アリーナ), первоначально известная как Окинавская городская мгогофункциональная арена, — крытая арена на японском острове Окинава. Она станет одним из мест проведения Чемпионата мира по баскетболу 2023 года, который должен состояться в Индонезии, Японии и на Филиппинах.

## Предыстория

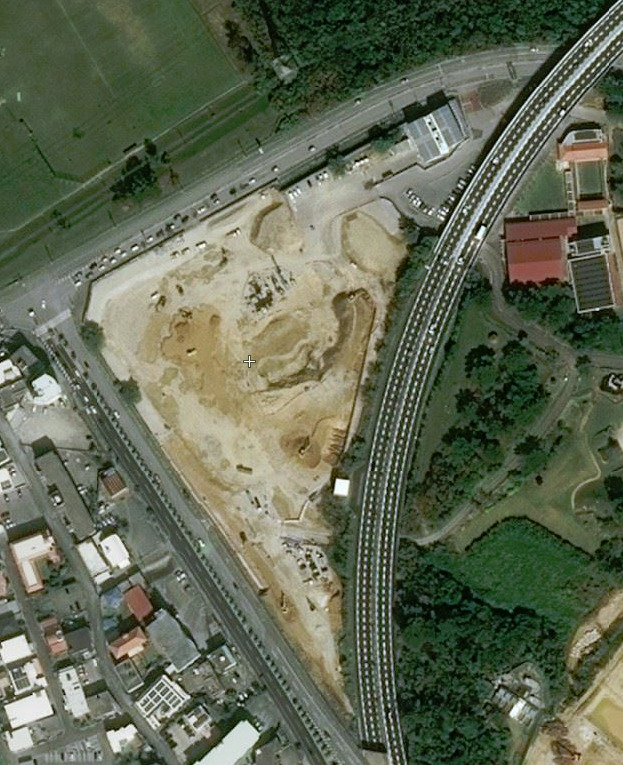
Стройплощадка будущей Окинава Арены

Планы по возведению арены на Окинаве появились ещё в 2015 году. В 2016 году было объявлено о том, что спортивный комплекс будет построен на месте, занимаемом Окинавской ареной для боя быков, расположенной рядом со спортивным парком Кодза. 12 июля 2016 года мэр города Сатиё Куваэ представил генеральный план многофункциональной арены вместимостью 10 000 человек. Согласно ему Окинава Арена должна была иметь пять надземных этажей и парковку на 1000 автомобилей. Под объект выделялась общая площадь в 26 200 м². Его предполагаемая общая стоимость, включая парковку, оценивалась в 17 миллиардов иен.
Снос арены для боя быков планировалось начать в 2017 году, после чего началось возведение самого здания спортивной арены. Церемония закладки фундамента состоялась 25 сентября 2018 года, а открытие арены планировалось провести в сентябре 2020 года.

## Использование
Планируется, что Окинава Арена будет служить домашней ареной для профессионального баскетбольного клуба «Рюкю Голден Кингз», а также местом проведения крупных мероприятий в городе Окинава.
Окинава Арена станет единственной японской площадкой, которая примет у себя матчи Чемпионата мира по баскетболу 2023 года, остальные игры пройдут на Филиппинах и в Индонезии.